# Jenkin Ridge
Jenkin Ridge ist ein rund 400 m hoher und felsiger Grat auf der Insel Heard im südlichen Indischen Ozean. Er ragt zwischen dem Challenger- und dem Mary-Powell-Gletscher auf.
Namensgeber ist der Botaniker John J. Jenkin, der 1980 im Zuge einer Kampagne der Australian National Antarctic Research Expeditions in diesem Gebiet tätig war.